# Recaredo I
Recaredo dei Visigoti, Recaredo anche in spagnolo e in portoghese, Recared in catalano (559 – Toledo, dicembre 601), è stato re dei Visigoti dal 586 fino alla sua morte.

## Origine
Secondo lo storico Giovanni di Biclaro nella sua Iohannis Abbatis Biclarensis Chronica Recaredo era il figlio secondogenito del re dei Visigoti Leovigildo e della sua prima consorte, Teodosia, che secondo lo storico Salazar y Castro, nel suo Historia Genealógica de la Casa de Lara, Volume 1 era la figlia di Seberiano, governatore bizantino della provincia Cartaginense e della moglie, Teodora (Teodosia, hija de Seberiano Duque de Cartagena y de Teodora), ed era inoltre fratello dì Ermenegildo, fratello primogenito.

Secondo lo storico Rafael Altamira y Crevea Leovigildo e Liuva I erano fratelli del loro predecessore, il re dei Visigoti Atanagildo, quindi di nobile famiglia visigota della città di Siviglia, nella Betica, di cui non si conoscono gli ascendenti.

Il Diccionario biográfico español, Real Academia de la Historia, sostiene che Leovigildo discendeva da una famiglia di origine ostrogota, presumendo che il padre fosse il generale ostrogoto, Liuvirit, che, negli anni tra il 523 e il 526, operò tra la Gotia e la penisola iberica, imparentato con nobili famiglie visigote, molto potenti in Settimania. Era quindi fratello del suo predecessore, il re dei Visigoti Liuva I.

L'Europa nel 600; il regno dei Visigoti, durante il regno di Recaredo I, occupava gran parte della penisola iberica e la Gotia, nella Gallia sud-occidentale

## Biografia
Nel 573 il padre, Leovigildo, alla morte del re dei Visigoti, suo fratello Liuva I, succedendogli sul trono nominò Recaredo e il fratello Ermenegildo duchi di Toledo e Narbona (non si conosce l'esatta distribuzione delle cariche), perché controllassero le province del regno mentre lui, Leovigildo, era impegnato nella guerra contro il regno degli Svevi.
Nel corso di questi anni, fu sempre al fianco del padre sia nelle guerre contro Svevi e Bizantini, che nel reprimere le sommosse nel territorio del regno visigoto.
Alla sua morte nel 586 suo padre Leovigildo stava preparando l'attacco agli ultimi due distretti bizantini, mentre Recaredo stava combattendo i Franchi in Settimania; morì di morte naturale come ne riportano Isidoro di Siviglia, Giovanni di Biclaro e il Chronicon Albeldense, mentre il Herimanni Augiensis Chronicon, riporta che morì nel 587.
Sul trono gli succedette il figlio minore Recaredo, che nel 589 si convertì al Cristianesimo calcedoniano eleggendolo a religione di Stato.
Alla morte di Leovigildo il 21 aprile 586, il vescovo Leandro di Siviglia, esule in Mauretania, venne invitato a fare ritorno a Toledo. Nel frattempo Recaredo, che aveva governato insieme al padre prima della sua morte, venne incoronato nuovo re dei Visigoti senza incontrare opposizione alcuna.
Come suo padre tenne la sua corte nella capitale Toledo e mantenne la tradizione dei re visigoti di professare l'Arianesimo portandolo a scontrarsi con la popolazione romana della penisola iberica fedele all'ortodossia trinitaria.
Sfruttando questa divisione interna il vescovo Leandro di Siviglia era riuscito, alcuni anni prima, a convertire il fratello di Recaredo, Ermenegildo, e lo aveva appoggiato in un moto di sommossa contro il padre, Leovigildo, legittimo sovrano, che non ebbe successo e causò la condanna all'esilio dello stesso vescovo Leandro, mentre Ermenegildo, fatto poi santo, catturato ed imprigionato venne ucciso nel 585.
Spinto dalla sua parentela con i Merovingi, Recaredo inviò delle ambasciate a suo nipote (figlio di Brunilde, sua cugina e nello stesso tempo sorellastra) Childeberto II e al di lui zio Gontrano, re franco dei Burgundi per proporre la pace e una alleanza a scopo difensivo, ma Gontrano rifiutò la proposta, per cui fu costretto a combattere i Franchi.

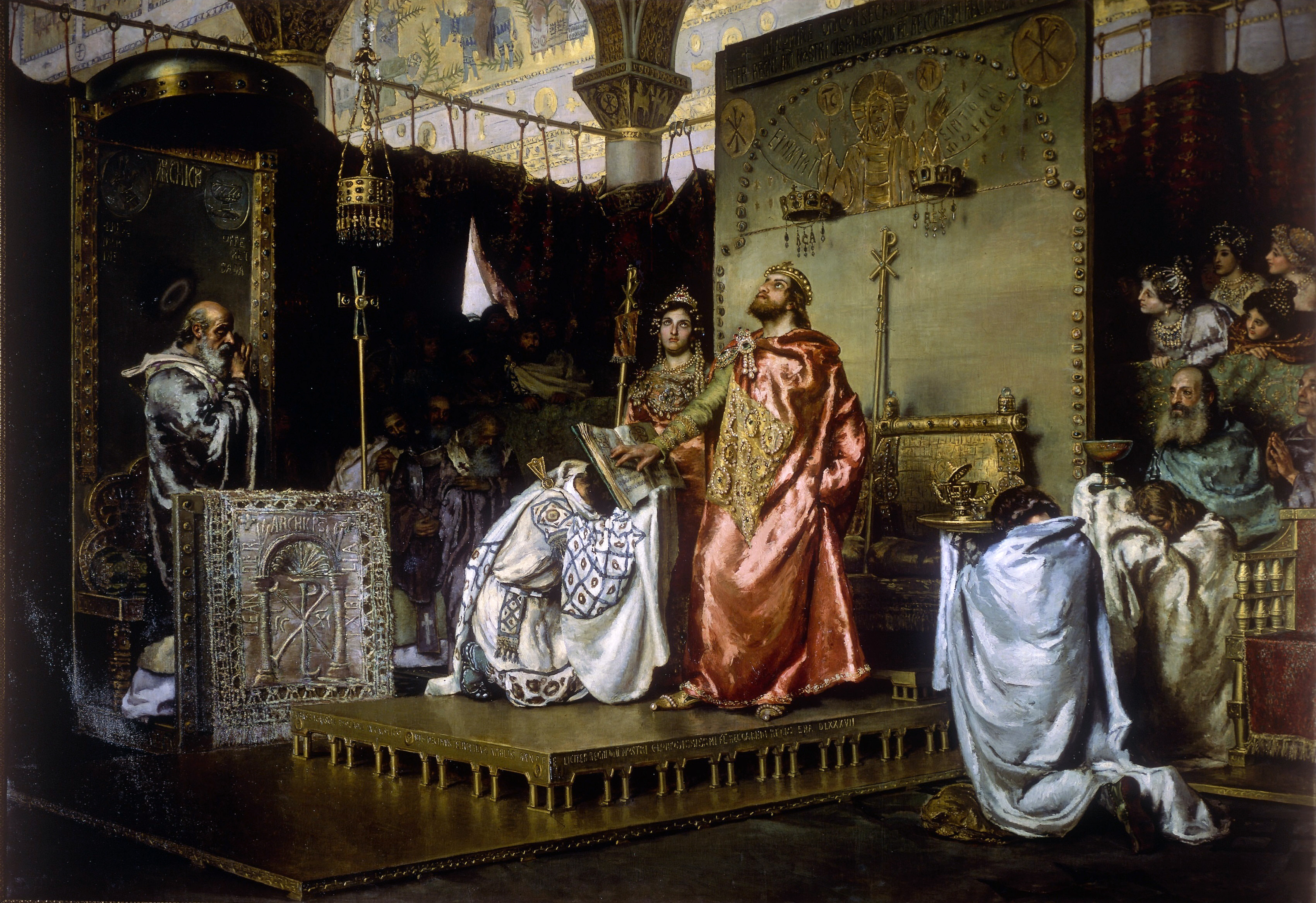
Conversione di Recaredo I, opera del tardo ottocento, del pittore valenzano, Muñoz Degrain, Palazzo del Senato di Madrid.

Secondo Giovanni di Biclar, nel 587 Recaredo si convertì al Cristianesimo calcedoniano; anche Isidoro di Siviglia riporta la sua conversione.
Nel 589 Recaredo convocò il Concilio di Toledo III, dove furnono convenuti sia i vescovi ariani che i vescovi "ortodossi romani" (dopo il Grande Scisma detti Cattolici) al termine del quale il re proclamò la propria preferenza per il Cristianesimo calcedoniano, quindi la sua conversione) segnando un momento fondamentale per la storia religiosa della penisola iberica e per il futuro dei Visigoti; nel concilio fu molto attivo il vescovo Leandro, ed il re, Recaredo e la regina Bauda, controfirmarono le tesi del concilio, come riporta anche Fontaine Jacques nel suo scritto Isidoro de Sevilla: El hermano menor de un gran hermano mayor. Anche Giovanni di Biclaro riporta il concilio, nel 590.

Nel III Concilio di Toledo, organizzato dal vescovo cattolico Leandro ma tenuto per volontà del sovrano visigoto, nel 589, si stabilirono i principi del nuovo credo religioso del regno visigoto e del suo sovrano, che giurò fedeltà alla nuova religione in una dichiarazione solenne, che venne conclusa da una omelia di Leandro dal titolo Homilia de triumpho ecclesiae ob conversionem Gothorum e che è pervenuta ai giorni nostri. La cosa dette una grande gioia al papa Gregorio Magno, che nei suoi Dialoghi scrisse «non desta meraviglia che egli sia divenuto un predicatore della vera fede, perché suo fratello fu un martire, i cui meriti l'hanno aiutato a riportare molte anime in seno a Dio».
Gran parte dei nobili visigoti seguirono l'esempio dei sovrani convertendosi a loro volta, soprattutto nelle zone più prossime a Toledo, mentre alcune regioni più remote si ribellarono alla conversione, come il caso della Settimania, la provincia visigota più settentrionale, che si levò alla guida del vescovo ariano Ataloco, vescovo di Narbona, considerato dai suoi nemici un secondo Ario.

Sigeberto, colui che aveva ucciso Ermenegildo, il fratello di Recaredo fu condannato a morte per cospirazione.

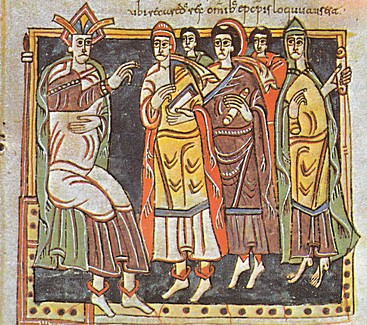
Recaredo I tra i vescovi al III Concilio di Toledo, raffigurazione tratta dal Codex Vigilanus o Chronicon Albeldense.

La matrigna di Recaredo, Gosvinta, che non rinunciò mai alla sua fede ariana, assieme al vescovo, Uldida, mise in atto manovre a favore degli oppositori ariani, e, per questo fu perseguita e dopo che Uldida era stato condannato all'esilio, Gosvinta morì (vitae tunc terminum dedit).

Tra i leader secolari della rivolta si trovavano il conte Viterico e il duca, Argimondo i quali si appellarono a Gontrano che prima fece un'incursione in Settimania, dove venne battuto e poi inviò il suo condottiero Desiderio alla guida di un esercito in appoggio dei rivoltosi. Tuttavia Recaredo sconfisse i ribelli ed i loro alleati cattolici, in una terribile battaglia che vide la morte dello stesso Desiderio e di Argimondo, che aspirava al trono.

Una seconda rivolta anti-cattolica scoppiò in Lusitania e venne capeggiata da Sunna, vescovo ariano di Mérida e dal conte Segga. Claudio, dux Lusitaniae di Recaredo, sedò la rivolta costringendo il vescovo ariano a rifugiarsi in Mauretania, mentre il conte Segga venne bandito e mandato in Galizia.
La prima iniziativa della nuova istituzione religiosa dimostrò subito quello che era usuale a quei tempi, cioè l'aspetto di poca tolleranza di fedi diverse, stabilendo la conversione forzata degli Ebrei e l'estirpazione dell'eresia ariana nel regno visigoto. Benché Giovanni di Biclaro sostenga il contrario, l'arianesimo del popolo visigoto, non scomparve del tutto ma sopravvisse sino alla caduta del regno visigoto.
Recaredo cercò di sconfiggere i Bizantini e cacciarli dalla Penisola Iberica, senza riuscirci, alla fine, attraverso la mediazione del papa Gregorio Magno, raggiunse la pace con l'imperatore Maurizio, per il mantenimento dello status quo.
Negli ultimi anni di regno dovette combattere i Baschi che tentarono inutilmente di scendere dai Pirenei dove li aveva relegati assieme al padre Leovigildo.
Recaredo morì a Toledo nel 601; secondo Isidoro di Siviglia, morì in pace dopo aver regnato quindici anni (Toleto fine pacifico transiit. Qui regnauit annos XV) e gli succedette il figlio Liuva.

Il Chronica Regum Visigotthorum cita Recaredo, confermando che fu re per quindici anni, sei mesi e dieci giorni (Reccaredus regnavit annos XV menses VI dies X); il Chronicon Albeldense conferma che Leovigildo regnò quindici anni, si convertì al cattolicesimo, combatté i Franchi e morì in pace di morte naturale a Toledo.

## Fidanzamenti, matrimoni e discendenti
Nel 584 Recaredo si era fidanzato con Rigunte, figlia del re dei Franchi di Neustria, Chilperico I e di Fredegonda. Rigunte si era recata con un grande seguito, di cui faceva parte Bodegiselo, probabile ascendente dei carolingi, nella penisola iberica per il matrimonio, ma alla notizia che Chilperico I era morto, le nozze furono annullate e Rigunte dovette fare ritorno alla casa materna, dove condusse una vita dissoluta, come riporta il vescovo Gregorio di Tours, nel suo Historia Francorum.
Nel 586 Recaredo aveva sposato Bauda (?-circa 590), come risulta dalla PROFESSIO FIDEI, controfirmato da Recaredo e da Bauda (Ego Baddo gloriosa regina), che Isidoro di Siviglia definì ignobile (ignobili).

Recaredo da Bauda ebbe un figlio:
- Liuva (587-603), re dei Visigoti[20].

Nel 594 Recaredo si fidanzò con Clodesinde (circa 575 - dopo il 595), figlia del re dei Franchi d'Austrasia Sigeberto I e di Brunechilde e sorella del re dei Franchi d'Austrasia e di Burgundia, Childeberto I, che era già stata fidanzata con il re dei Longobardi, Autari, come riporta il monaco cristiano e storico Paolo Diacono.
Sempre nello stesso anno (594) Recaredo sposò una donna di cui non si conoscono né gli ascendenti né il nome, che potrebbe essere la stessa Clodesinde, come sostiene anche Salazar y Castro.

Recaredo da Clodesinde ebbe un figlio:
- Suintila (dopo il 594-633), re dei Visigoti[28].

### Fonti primarie
- (LA)  Chronica Regum Visigotthorum, España Sagrada Tomo II.
- (LA)  Isidori Historia Gothorum, Wandalorum, Sueborum, De origine Gothorum.
- (LA)  Anastasii abbatis opera omnia.
- (LA)  Monumenta Germaniae Historica, Auctorum antiquissimorum, tomus XI, Iohannis Abbatis Biclarensis Chronica.
- (LA)  Monumenta Germaniae Historica, Scriptores rerum Langobardicarum et Italicarum (SS rer. Lang.).
- (LA)  Monumenta Germaniae Historica, Scriptores (in Folio) (SS), tomus 5, Herimanni Augiensis Chronicon.
- (LA)  "Saint+Gregory+(Bishop+of+Tours)"&printsec=frontcover Historia Francorum.
- (LA)  #ES Cuadernos de Historia Jerónimo Zurita, PROFESSIO FIDEI, doc. 35

### Letteratura storiografica
- Rafael Altamira, La Spagna sotto i Visigoti, in Storia del mondo medievale, vol. I, 1999, pp. 743–779
- L.M. Hartmann e W.H. Hutton, L'Italia e l'Africa imperiali: amministrazione. Gregorio Magno, in Storia del mondo medievale, vol. I, 1999, pp. 810–853
- (ES)  Fontaine Jacques, Isidoro de Sevilla: El hermano menor de un gran hermano mayor
- (ES)  #ES Historia Genealógica de la Casa de Lara
- (ES)  #ES Hispania tardoantigua y visigoda